# フィアット・130

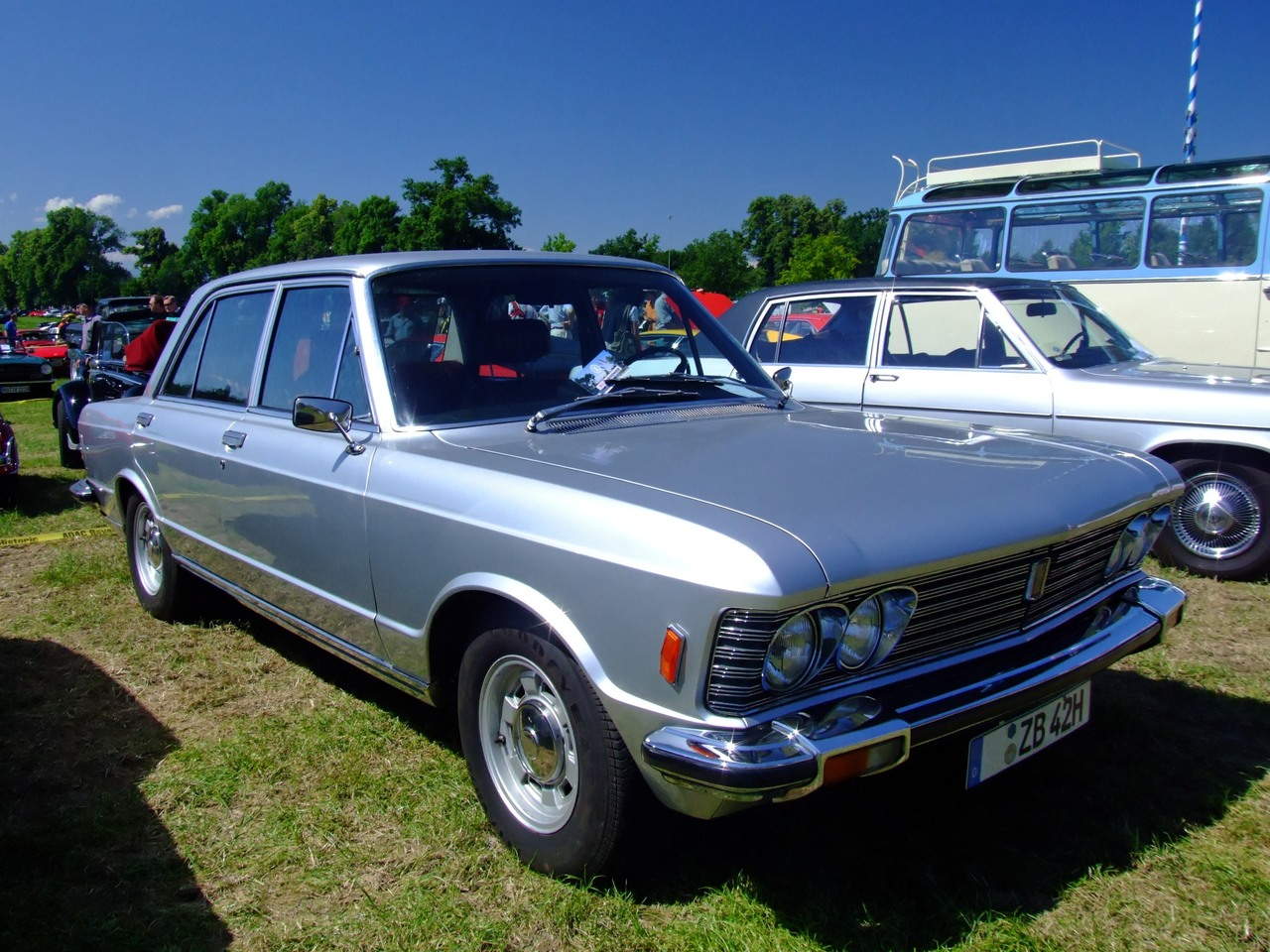
ベルリーナ

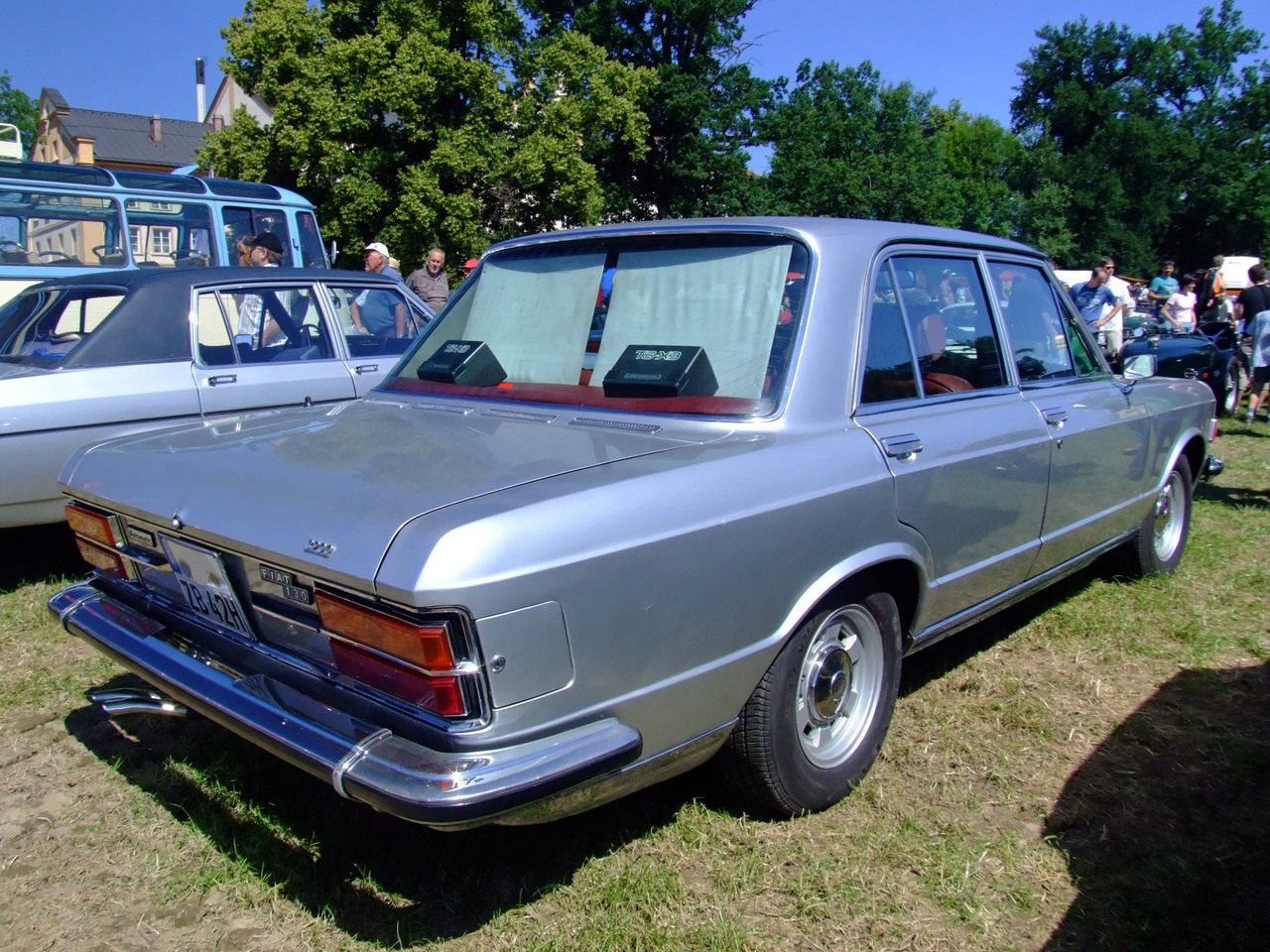
ベルリーナ後姿

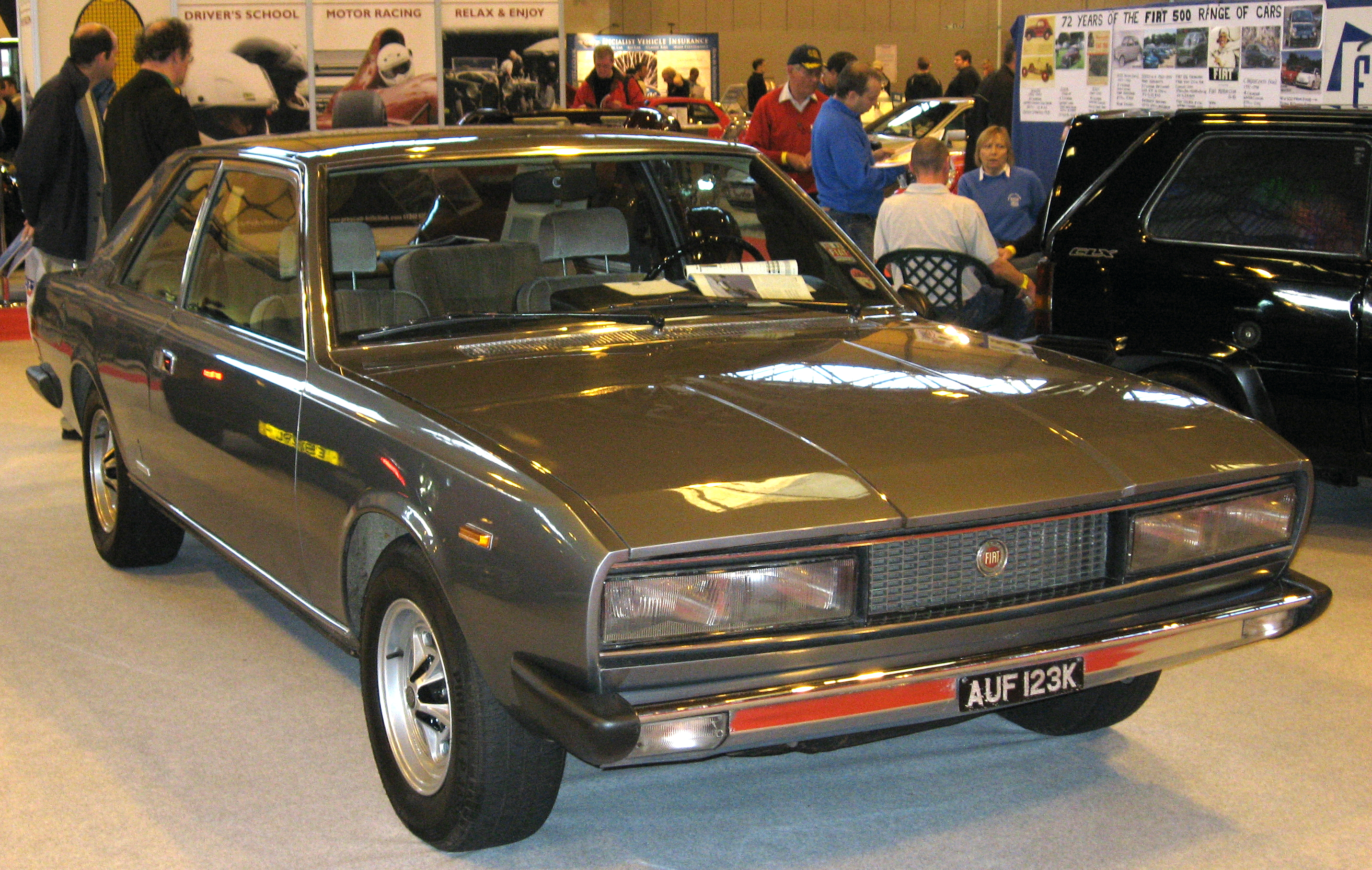
クーペ

フィアット・130（Fiat 130 ）はイタリアの自動車メーカー・フィアットが1969年から1977年まで生産した大型乗用車である。フィアット・1800/2100/2300並びにランチア・フラミニアの市場を受け継いだ。

## 概要
デビューは1969年3月で、当初はややアメリカ車風の雰囲気をも漂わせるデザインの4ドアセダン(ベルリーナ)のみであったが、前身のフィアット・2300と比較すると4輪独立サスペンション、4輪ディスクブレーキ、パワーステアリング、リミテッドスリップデフの標準装備など、当時としては進歩的と言えるメカニズムを備えていた。
当初のエンジンは「130タイプA型」と呼ばれる、V型6気筒2,866cc・140PS/5,600rpmであったが、これは同年デビューしたフィアット・128のエンジンのボア・ストロークをともにちょうど20%拡大し、1気筒取り払って60°のV型に2つ組み合わせた設計であった。このように130のエンジンは同社の小型大衆車のものをベースに開発されており、ディーノ・206/246のV6エンジンとの共通性はない。
1971年3月にはカロッツェリア・ピニンファリーナのデザインによる、従来のセダンとは全く別物の内外装デザインのクーペが追加された。この時エンジンは「130タイプB型」としてボアアップされ3,235cc・165PS/5,600rpmとなったが、リッター当り出力が50馬力前後と、異例に熱効率の低いエンジンであることは変わらず、1,200rpmくらいからスムーズに加速する柔軟性の高さは美点だったが、回すとうるさかった。車両重量が1,600kg近かったこともあり、燃費も芳しくなかった。B型になった際、安っぽいと不評だったセダンのインテリアもクーペに準じたものに変更され、優秀なエアコンも与えられた。
サスペンションは前輪がマクファーソン・ストラットだがスプリングはコイルではなくトーションバーを用いて、エンジンベイにV6やエアコンを搭載するスペースを稼いでいた。後輪の独立懸架は通常のコイルスプリングを用いていたが、機構はフィアット・ディーノの後期型(2400)とも共通で、当時のメルセデス・ベンツやBMWにも引けを取らぬ良好な接地性能を発揮し、強力なブレーキや正確なZF製パワーステアリングの助けもあってロードホールディングは良好であったが、その反面乗り心地は振動やロードノイズの遮断などに関して大型車としては最良レベルとは言えなかった。
1976年、ランチア・ガンマに後を譲って生産中止されるまでに15,093台のセダンが作られ、翌年まで継続生産されたクーペは4,294台が生産された。セダンの生産台数の少なさは、フィアットブランドで高級車を売ることが困難だった結果である。日本には新車当時には輸入されなかった。
なおクーペのスタイルはピニンファリーナの傑作の一つとされ、今日では程度良好な130クーペは希少車となっている。このクーペをベースとした2ドアスポーツワゴンの「マレンマ」(1974年)、4ドアセダン「オペラ」(1975年)がピニンファリーナによって試作されモーターショーで公開されたが、生産化には至らなかった。